# 富津市立大貫中学校
富津市立大貫中学校（ふっつしりつ おおぬきちゅうがっこう）は、千葉県富津市岩瀬に存在した公立中学校。現在は同住所にて旧佐貫中学校と合併し大佐和中学校と改名。

## 概要
富津市岩瀬に位置する学校であり、学区内には海岸や住宅地などが広がる。通称は大貫中（おおぬきちゅう）または大中（おおちゅう）。令和2年には、大貫中学校と富津市立佐貫中学校が統合された。

### 運動系部活動
- 男子野球部
- 男子サッカー部
- 男子ソフトテニス部
- 女子ソフトテニス部
- 男子バスケットボール部
- 女子バスケットボール部
- 女子バレーボール部
- 男子バドミントン部
- 女子バドミントン部
- 剣道部（休部中）
- 陸上競技部（大会前に期間限定で活動）
- 相撲部（陸上競技部と同様）

### 文化系部活動
- 吹奏楽部